# Setge de Jerusalem (70)
El setge de Jerusalem fou un fet militar que es va produir a Judea l'any 70, en el qual els romans van ocupar Jerusalem i el temple en mans dels rebels jueus.
La ciutat disposava de muralles i torres defensives: el mur de la ciutat Alta i la vella muralla; la torre Hippica (Hippicus); la torre Fasela (Phasaelus); la torre de Mariamne; la Torre de David; la fortalesa Antonia; i la torre Psefina (Psephina).
El setge de Jerusalem fou començat el 14 de xàntic (abril) i es va acabar amb la conquesta el 8 de gorpeus (setembre). Cada una de les tres muralles, les fortaleses i el temple va exigir un setge específic. El camp general dels romans fou establert prop de la torre Psefina amb la Legió V Macedònica, Legió XII Fulminata i la Legió XV Apollinaris a l'oest mentre que la Legió X Fretensis va acampar prop del mont de les Oliveres a l'est.
El primer assalt es va fer entre la torre Hippica i la Psefina; després de quinze dies de lluita es va ocupar la muralla exterior, anomenada muralla d'Agripa, i Titus va acampar dins a la nova ciutat, al lloc tradicional on acamparen els assiris i babilonis. Cinc dies després la segona muralla fou ocupada amb el barri del nord, però els romans en foren expulsats i la van haver de reconquerir lluitant durant tres dies fins que la van recuperar. Llavors es van establir les posicions del setge interior amb dos instal·lacions prop d'Antònia i dos mes a la muralla nord. Després de 70 dies de lluita les màquines de setge romanes van acabar destruïdes pel foc. Es va decidir llavors rodejar la ciutat amb una muralla de setge per fer el bloqueig; la línia de circumval·lació fou construïda amb 3 dies i es van construir nous aparells de setge en els següents 21 dies, al final dels quals es va poder ocupar la torre Antonia. Encara va passar un mes fins que es va poder ocupar el santuari interior i en això el temple fou incendiat accidentalment pels romans. Només restava la ciutat alta i es van disposar dos línies de setge a la muralla oriental; aquest setge va durar divuit dies al final dels quals la ciutat alta fou conquerida.
Jerusalem fou demolida excepte les torres Hippicus, Phasaelus i Mariamne i part de la muralla occidental que havia de servir per protegir la legió que quedaria al lloc per prevenir noves revoltes; el palau d'Herodes va ser convertir en les casernes del soldats.